# Amerikanske Jomfruøers fodboldforbund
United States Virgin Islands Soccer Federation (engelsk: U.S. Virgin Islands Soccer Federation) er det styrende organ for fodbold på De amerikanske jomfruøer.